# 위메프
위메프는 대한민국의 이커머스 기업이다. 2010년 10월 8일 오픈했다. 사이트 개설 초기의 명칭은 위메이크프라이스(Wemakeprice)였으나, 2013년 2월 19일, 운영 업체인 나무인터넷이 (주)위메프로 상호를 변경하면서 공식 사이트 명칭을 약칭인 위메프로 변경하였다. 위메프 사옥은 삼성역에 있으며, 커피 전문점 W카페도 운영하고 있다. (W카페는 2022년 6월 사업종료)
배송대행 사이트인 위메프박스를 운영했으며, 물류센터는 미국 뉴저지, 델라웨어, 오리건, 일본 가나가와현 요코하마시에 있었다. 하지만 2016년 11월 14일 배송대행 사업을 종료했다.

## 연혁
- 2010년
  - (주)나무인터넷 설립
  - 소셜커머스 ‘위메프’ 서비스 시작
- 2011년 허민 대표이사 취임
- 2013년
  - (주)위메프로 사명 변경
  - 삼성동 위메프 빌딩 신축 및 신사옥 이전
- 2015년
  - (주)NXC로부터 1,000억원 투자 유치
  - 직매입 배송서비스 ‘원더배송 (구 위메프플러스)’ 서비스 시작
- 2016년
  - 업계 최초 위해상품판매차단시스템 도입
  - 최단 10분 내 배송 가능한 ‘지금사면 바로도착’서비스 시작
  - 역직구 쇼핑몰 최초 전자상거래 수출신고 자동화 시스템 구축
  - 업계 최초 B2B전용 ‘위메프 비즈몰’ 오픈

## 스폰서
- 위메프 GOM 클래식 시즌 4

## 논란
2013년, 위메프는 김슬기와 김민교를 내세워 경쟁사인 쿠팡의 전지현과 송중기를 내세운 광고 "그녀는 잘 삽니다."를 패러디 한 "그녀는 잘 사는 줄 알았습니다."를 인터넷을 통해 광고했다. 하지만, 이 광고에서 위메프가 쿠팡보다 모든 상품이 더 저렴한 것처럼 허위 광고를 하고, 쿠팡을 비하하는 표현을 사용했다. 이로 인해 위메프는 2014년 공정거래위원회로부터 제재를 받았다.
2015년 1월 7일 11명의 신입사원들을 2주간 수습 업무로 14시간씩 일시키고는 전부 해고시켜서 악덕기업이라는 구설수에 올랐다. 이에 따라 회원들이 항의를 표하기 위해 탈퇴하고 이러한 소동이 기사화되며 주말 순 방문자수가 약 40만명에서 22만명으로 감소하는 등 매출에 직격탄을 입자 결국 동년 2월 8일에 탈락자 11명 전원을 합격시키는 방향으로 선회하였다. 이 사건으로 인해 위메프는 노동부로부터 840만원의 과태료를 부과받았다.
이외에도 입점 업체에 강제적으로 경쟁사보다 낮은 판매 금액을 요구하거나 2014년 11월부터 적용된 개정 '정보통신망 이용촉진 및 정보보호 등에 관한 법률' 시행령에 따르면 광고성 이메일을 보낼 때 제목 앞에 반드시 '광고' 문구를 달아야 하나 계도기간(2015년 2월까지)임을 악용하여 이를 지키지 않았음이 언론을 통해 드러나기도 했다.
2024년 7월 24일  모든 결제 수단이 중단되었다.

## 같이 보기
- 티켓몬스터
- 쿠팡
- 우먼스톡